# Retreat (aislados)
Retreat (Aislados) (título original Retreat) es una película de terror inglesa de 2011 dirigida por Carl Tibbetts y protagonizada por Cillian Murphy, Jamie Bell y Thandie Newton.

## Argumento
Martin y Kate Kennedy (Cillian Murphy y Thandie Newton) viajan a una pequeña isla deshabitada de Escocia donde este primero busca reconducir su matrimonio después de que su mujer sufriera un aborto espontáneo. Al ser complicado el acceso, su amigo Doug (Jimmy Yuill) les cede su casa en la que les deja sintonizada la frecuencia de emergencias por si surgiese algún problema. Pocos días después el generador estalla produciendo un apagón en la casa e hiriendo el brazo a Martin.
Mientras esperan a que llegue Doug tras ponerse en contacto con él, llega a la isla un desconocido con vestimenta militar que se identifica como el soldado Jack Coleman (Jamie Bell) y el cual les informa que se ha producido una pandemia a nivel mundial que se dispersa por el aire y que al parecer es incurable. Jack les informa que el virus afecta al sistema respiratorio y que el Ejército ha perdido el control de la situación, por lo que sugiere aislar la casa del virus sin tener posibilidades de escapatoria.
La situación empieza a hacerse incómoda cuando la pareja nota el extraño comportamiento de Jack, el cual parece haberse vuelto paranoico.

## Reparto
- Cillian Murphy es Martin Kennedy.
- Thandie Newton es Kate Kennedy.
- Jamie Bell es Jack Coleman.
- Jimmy Yuill es Doug.

## Producción y recepción
En un principio los papeles de Martin y Jack estuvieron pensados para los actores Jason Isaacs y David Tennant respectivamente, pero Murphy y Bell acabaron siendo escogidos para interpretar a sus respectivos personajes.[cita requerida].[cita requerida] El rodaje tuvo lugar en Llandecwyn, País de Gales, desde primeros de septiembre hasta finales de octubre de 2010.
Las críticas fueron en su mayor parte positivas. Desde Rotten Tomatoes valoraron en un 78% de nota tras un total de nueve comentarios. En Bloody Disgusting alabaron el primer trabajo del cineasta y la atmósfera inquietante, aparte de los giros argumentales. En BestForFilm declararon que «tiene sus momentos inquietantes (...) es como mezclar Perros de paja y 28 Days Later». Peter Bradshaw del diario The Guardian alabó el trabajo del director y la actuación de Jamie Bell.